# Ill Niño
Gli Ill Niño, originariamente denominati El Niño, sono un gruppo musicale latin metal statunitense formatosi ad Union City, New Jersey nel 1998.
Il gruppo è noto per la combinazione di sonorità nu metal con ritmi, percussioni, e melodie latine. I testi della band alternano al cantato inglese qualche parentesi in spagnolo, la loro madrelingua.

## Storia
Gli Ill Niño si formarono nel 1998. Dopo un breve periodo di gavetta la band firmò il suo primo contratto con la Roadrunner nel 2000 con cui pubblicò, l'anno dopo, il suo primo album Revolution Revolución. Fu prodotto anche un singolo, What Comes Around, che aiutò la band, insieme ai discreti incassi dell'album (giunse a quota 190 000 copie vendute), a trovare un posto per l'Ozzfest e il Jagermeister tour del 2002.
Nel 2003 uscì il loro nuovo lavoro, Confession, che totalizzò 200 000 copie vendute in America e 400.000 nel mondo. La canzone How Can I Live, contenuta nell'album, fu scelta come colonna sonora del film Freddy vs. Jason e entrò nella classifica Billboard alla posizione numero 26. Come loro stessi dichiararono Confession portò gli Ill Niño ad un livello musicale superiore, sicuramente meno grezzo e più melodico. Nel 2004 fu anche pubblicato il primo DVD del gruppo, intitolato Live From the Eye of the Storm.
Dopo la pubblicazione dell'album avvenne però un cambiamento di formazione: l'ex chitarrista dei Machine Head, Ahrue Luster, occupò il posto di Marc Rizzo, mentre il percussionista Danny Couto sostituì Roger Vasquez. Trovata la giusta unità, nel 2005 gli Ill Niño pubblicarono un nuovo album, One Nation Underground, nei cui testi la band produsse una notevole protesta rivolta verso la società moderna. In tale disco la band appare quanto mai forte ed unita, grazie ad un lungo lavoro di missaggio e di correzione che ha portato il gruppo alla loro massima espressione musicale. In tale album spiccano le tracce This Is War, dotata di un sound potentissimo, e la più commerciale What You Deserve.
Il 29 settembre 2006 la Roadrunner Records pubblicò la prima raccolta del gruppo, intitolata The Best of Ill Niño. L'album incluse 13 tracce derivate dai tre album precedenti e non fu pubblicato in Europa. Il 18 marzo 2008 è stato pubblicato negli U.S.A. il nuovo album Enigma dalla Cement Shoes Records, dove la band abbraccia sonorità più vicine al Groove metal e al Metalcore, pur mantenendo immutato l'approccio melodico e lo stile latino che li contraddistingueva nei precedenti dischi.
Dopo avere, ad inizio 2010, trovato un accordo con l'etichetta Victory Records, il nuovo album Dead New World esce il 25 ottobre; era stato anticipato il 2 giugno dello stesso anno dalla canzone Scarred (My Prison). La band va in tour nel 2011, comprese delle date al Soundwave festival australiano.
Il 25 settembre 2012 il gruppo pubblica il nuovo singolo The Depression; l'album Epidemia esce il 22 ottobre.
Oscar Santiago sostituisce lo storico percussionista Danny Couto nel 2013 in quanto quest'ultimo ha deciso di passare più tempo con la sua famiglia, come comunicato sui social network ai fan. Nel 2014 esce il settimo album in studio Till Death, La Familia.
Il 17 gennaio 2019 il gruppo pubblica un nuovo brano intitolato Sangre e in questa occasione viene reso noto che il gruppo si è separato dal cantante Cristian Machado e dai chitarristi Diego Verduzco e Ahrue Luster annunciando al contempo i loro sostitui: Marcos Leal (ex Shattered Sun) alla voce, Sal Dominuguez (ex Upon a Burning Body) alla chitarra ritmica e Jess Dehoyos alla chitarra solista.
Il giorno successivo Machado dichiara che né lui, né i due chitarristi hanno lasciato la band e che, al contrario, stanno lavorando a nuova musica, facendo di fatto coesistere due formazioni diverse della stessa band.
Il 19 febbraio 2019 Machado, Luster e Verduzco avviano una causa legale contro il batterista Dave Chavarri e il bassista Lazaro Pina che si conclude un anno dopo con un accordo tra le parti circa l’utilizzo del nome della band .

## Formazione

### Attuale
- Marcos Leal – voce (2019-presente)
- Marc Rizzo – chitarra (1998-2003, 2021-presente)
- Sal Dominuguez – chitarra ritmica (2019-presente)
- Lazaro Pina – basso (2000-presente)
- Dave Chavarri – batteria (1998-presente)
- Daniel Couto – percussioni (2003–2013, 2019-presente)
- Miggy Sanchez – percussioni, cori (2022-presente)

### Ex componenti
- Jorge Rosado – voce (1998-2000)
- Roger Vasquez – percussioni (2000-2003)
- Jardel Martins Paisante – chitarra (1999-2006)
- Danny Couto – percussioni (2003-2013)
- Oscar Santiago – percussioni (2013-2019)
- Diego Verduzco – chitarra (2006-2019)
- Ahrue Luster – chitarra (2003-2020)
- Cristian Machado – voce (2000-2020), basso (1998-2000)
- Jess Dehoyos – chitarra solista (2019-2021)

## Discografia

### Album in studio
- 2001 – Revolution Revolución
- 2003 – Confession
- 2005 – One Nation Underground
- 2008 – Enigma
- 2010 – Dead New World
- 2012 – Epidemia
- 2014 – Till Death, La Familia

### EP
- 2000 – Ill Niño
- 2007 – The Under Cover Sessions

### Raccolte
- 2006 – The Best of Ill Niño

### Singoli
| Anno | Titolo                        | Posizione massima   | Posizione massima | Album                   |
| Anno | Titolo                        | USA Mainstream Rock | Gran Bretagna     | Album                   |
| ---- | ----------------------------- | ------------------- | ----------------- | ----------------------- |
| 2001 | God Save Us                   | —                   | —                 | Revolution Revolución   |
| 2001 | What Comes Around             | 28                  | 81                | Revolution Revolución   |
| 2001 | Unreal                        | —                   | 126               | Revolution Revolución   |
| 2003 | How Can I Live                | 26                  | —                 | Confession              |
| 2004 | This Time's For Real          | 36                  | —                 | Confession              |
| 2005 | Cleansing                     | —                   | —                 | Confession              |
| 2005 | What You Deserve              | 33                  | —                 | One Nation Underground  |
| 2006 | This Is War                   | —                   | —                 | One Nation Underground  |
| 2006 | Arrastra                      | —                   | —                 | The Undercover Sessions |
| 2007 | The Alibi of Tyrants          | —                   | —                 | Enigma                  |
| 2008 | Me gusta la soledad           | —                   | —                 | Enigma                  |
| 2010 | Against the wall              | —                   | —                 | Dead New World          |
| 2012 | The Depression                | —                   | —                 | Epidemia                |
| 2013 | Forgive Me Father             | —                   | —                 | Epidemia                |
| 2014 | Live Like There's No Tomorrow | —                   | —                 | Till Death, La Familia  |
| 2019 | Sangre                        | —                   | —                 | -                       |

## Videografia
- 2004 – Live from the Eye of the Storm